# Irene Cortes
Irene Cortes (Libon, 20 oktober 1921 – 28 oktober 1996) was een Filipijns rechter. Ze was de eerste vrouwelijke decaan van de faculteit rechten van de University of the Philippines en de derde vrouwelijke rechter van het Filipijns hooggerechtshof van 1987 tot 1990.

## Biografie
Irene Cortes werd geboren op 20 oktober 1921 in Libon in de Filipijnse provincie Albay. Ze studeerde rechten aan de University of the Philippines en behaalde daar in 1948 cum laude haar bachelor-diploma. Tevens slaagde ze voor het toelatingsexamen van de Filipijns balie (bar exam). haar score was de op acht na beste van haar jaar. Aansluitend vertrok ze naar de Verenigde Staten, waar ze haar master-diploma en doctoraat behaalde aan de University of Michigan.
Terug in de Filipijnen was ze werkzaam aan de University of the Philippines, waar ze na verloop van tijd werd benoemd tot hoogleraar in de rechten, met een specialisatie in bestuursrecht. Ze bekleedde de Albino Z. Sycip-leerstoel van 1970 tot 1987. Ook was ze van 1970 tot 1987 lid en later voorzitter van de Law Research Council van de UP. In 1970 werd ze tevens benoemd tot decaan van de faculteit rechten van de UP, als opvolger Jose Abad Santos die door president Ferdinand Marcos was aangesteld als minister van justitie. Cortes was de eerste vrouwelijke decaan van deze faculteit en behield de functie tot 1978. Tevens was ze van 1974 tot 1977 voorzitter van de Committee on Legal Education and Bar Admissions van de Filipijnse balie. Cortes was ook internationaal actief. Zo was ze van 1982 tot 1986 lid en later vicevoorzitter van de Commissie voor de eliminatie van vrouwendiscriminatie van de Verenigde Naties. Van 1 mei 1986 tot 30 januari 1987 was Cortes vicepresident van de University of the Philippines.
Een jaar na de val van president Marcos werd Cortes op 1 februari 1987 door opvolger Corazon Aquino benoemd tot rechter in het Filipijns hooggerechtshof. Ze was na Cecilia Muñoz-Palma en Ameurfina Melencio-Herrera de derde vrouwelijk rechter in het hoogste Filipijnse rechtscollege. Na haar pensionering als rechter in 1990 doceerde Cortes opnieuw aan haar alma mater.
Irene Cortes overleed in 1996, acht dagen na haar 75e verjaardag.